# Saison 7 de Homeland
Chronologie
Saison 6 Saison 8
Cet article présente les douze épisodes de la septième saison de la série télévisée américaine Homeland.

## Synopsis
Carrie vit chez sa sœur Maggie à Washington, avec sa fille Frannie. Une crise majeure est en cours au sein des services secrets. Saul fait partie des agents fédéraux arrêtés et emprisonnés après la tentative d'assassinat menée contre Elizabeth Keane, fraîchement élue mais déjà controversée. L'administration de la présidente est sous surveillance et Carrie refuse de rester inactive, puisant dans ses ressources personnelles pour continuer sa mission de contre-espionnage et découvrir qu'une menace plus insidieuse compte profiter du climat de tension dans le pays pour le détruire de l'intérieur.

## Distribution

### Acteurs principaux
- Claire Danes (VF : Caroline Victoria) : Carrie Mathison
- Elizabeth Marvel (VF : Emmanuèle Bondeville) : Présidente Elizabeth Keane
- Linus Roache (VF : Tanguy Goasdoué): David Wellington
- Maury Sterling (VF : Jean-Christophe Clément) : Max Pietrowski
- Morgan Spector (VF : François Santucci) : Dante Allen
- Mandy Patinkin (VF : Michel Papineschi) : Saul Berenson
- Jake Weber (VF : Pierre Tessier) : Brett O'Keefe

### Acteurs récurrents et invités
- Amy Hargreaves (VF : Christèlle Billault) : Maggie Mathison
- Courtney Grosbeck (VF : Lisa Caruso) : Josie Mathison
- Dylan Baker (VF : Bernard Lanneau) : Sénateur Sam Paley
- Mackenzie Astin (en) (VF : Damien Boisseau) : Bill Dunn
- Sandrine Holt (VF : Josy Bernard) : Simone Martin
- Lesli Margherita (en) (VF : Hélène Bizot) : Sharon Aldright
- Costa Ronin (VF : Frédéric Souterelle) : Yevgeny Gromov
- Ellen Adair (VF : Hélène Bizot) : Janet Bayne
- Claire et McKenna Keane  (VF : Cindy Lemineur) : Frances « Franny » Mathison
- Matt Servitto (VF : Jean-François Aupied) : Agent spécial Maslin
- Sakina Jaffrey (VF : Anne Plumet) : Dr Meyer
- David Maldonado (VF : Thierry Walker) : Bo Elkins
- Colton Ryan (VF : Vincent de Boüard) : J.J. Elkins
- James D'Arcy (VF : Thomas Roditi) : Thomas Anson
- William Popp (VF : Sam Salhi) : Stein
- Clé Bennett (VF : Christophe Seugnet) : Dominique « Doxie » Marquis
- Ari Fliakos (VF : Jéan-Rémi Tichit) : Carter Bennet
- Catherine Curtin (VF : Brigitte Guedj) : Sandy Langmore
- Peter Vack (VF : Maxile Baudoin) : Clint Prower
- Beau Bridges (VF : José Luccioni) : Vice-président Ralph Warner
- Elya Baskin (VF : Franck Capillery) : Viktor
- Merab Ninidze : Colonel Sergei Mirov
- Damian Young (VF : Jérôme Pauwels) : Jim

### Invités
- Robert Knepper (VF : Patrick Béthune) : Général Jamie McClendon
- Barbara Rosenblat : le Procureur général Hoberman
- Frederic Lehne (VF : Achille Orsoni) : Général Rossen
- Mark Ivanir (VF : Serge Faliu) : Ivan Krupin
- Jennifer Ferrin (en) : Charlotte
- Thomas G. Waites (VF : Achille Orsoni) : Clayton
- Adrienne C. Moore (VF : Françoise Escobar) : Rhonda
- Marin Hinkle (VF : Élisabeth Fargeot) : Christine Lonas
- F. Murray Abraham (VF : Pierre Dourlens) : Dar Adal
- Geoff Pierson : Sénateur Richard Eames

## Production

### Tournage
Le tournage a débuté le 11 septembre 2017 à Richmond (Virginie),.

### Diffusions
La série sera diffusée à partir du 11 février 2018 sur Showtime, aux États-Unis.

## Liste des épisodes

### Épisode 1:Mission clandestine
- États-Unis : 11 février 2018 sur Showtime
- France : 13 février 2018 sur Canal+ Séries (en VOSTFr)

- États-Unis : 1,22 million de téléspectateurs[4] (première diffusion)

### Épisode 2:La Résistance
- États-Unis : 18 février 2018 sur Showtime
- France : 20 février 2018 sur Canal+ Séries (en VOSTFr)

- États-Unis : 1,12 million de téléspectateurs[5] (première diffusion)

### Épisode 3:Traitement de choc
- États-Unis : 25 février 2018 sur Showtime
- France : 27 février 2018 sur Canal+ Séries (en VOSTFr)

- États-Unis : 1,26 million de téléspectateurs[6] (première diffusion)

### Épisode 4:Visions troubles
- États-Unis : 4 mars 2018 sur Showtime
- France : 6 mars 2018 sur Canal+ Séries (en VOSTFr)

- États-Unis : 0,93 million de téléspectateurs[7] (première diffusion)

### Épisode 5:Mesures actives
- États-Unis : 11 mars 2018 sur Showtime
- France : 13 mars 2018 sur Canal+ Séries (en VOSTFr)

- États-Unis : 1,32 million de téléspectateurs[8] (première diffusion)

### Épisode 6:La Mutation
- États-Unis : 18 mars 2018 sur Showtime
- France : 20 mars 2018 sur Canal+ Séries (en VOSTFr)

- États-Unis : 1,25 million de téléspectateurs[9] (première diffusion)

### Épisode 7:Andante
- États-Unis : 25 mars 2018 sur Showtime
- France : 27 mars 2018 sur Canal+ Séries (en VOSTFr)

- États-Unis : 1,27 million de téléspectateurs[10] (première diffusion)

### Épisode 8:Signature russe
- États-Unis : 1er avril 2018 sur Showtime
- France : 3 avril 2018 sur Canal+ Séries (en VOSTFr)

- États-Unis : 1,22 million de téléspectateurs[11] (première diffusion)

Saul a fait arrêter Dante et Carrie refuse que son interrogatoire soit mené sans elle. La terrible épreuve de la veille a eu des conséquences sur Frannie. Maggie exige de sa sœur à ce qu'elle aille à l'hôpital, ou alors elle fera tout pour avoir la garde de l'enfant. 

### Épisode 9:Utile Idiot
- États-Unis : 8 avril 2018 sur Showtime
- France : 10 avril 2018 sur Canal+ Séries (en VOSTFr)

- États-Unis : 1,24 million de téléspectateurs[12] (première diffusion)

### Épisode 10:Une évidence
- États-Unis : 15 avril 2018 sur Showtime
- France : 17 avril 2018 sur Canal+ Séries (en VOSTFr)

- États-Unis : 1,28 million de téléspectateurs[13] (première diffusion)

### Épisode 11:L'Échange
- États-Unis : 22 avril 2018 sur Showtime
- France : 24 avril 2018 sur Canal+ Séries (en VOSTFr)

- États-Unis : 1,39 million de téléspectateurs[14] (première diffusion)

- F. Murray Abraham (Dar Adal)

### Épisode 12:Sacrifice
- États-Unis : 29 avril 2018 sur Showtime
- France : 1er mai 2018 sur Canal+ Séries (en VOSTFr)

- États-Unis : 1,30 million de téléspectateurs[15] (première diffusion)